# Haralur, Tumkur
Haralur là một làng thuộc tehsil Tumkur, huyện Tumkur, bang Karnataka, Ấn Độ.